# Toppers in concert - Christmas party of the year
Toppers in Concert 2016 - Christmas party of the year is een reeks 12,5-jarige-jubileumconcerten op 10, 20, 21, 22, 23 & 24 december 2016 in Ahoy Rotterdam van De Toppers. Dit was de eerste editie van dit kerstconcert.
Het kledingadvies van deze editie was christmas red & snowy white. In de eerste kerst-editie van Toppers in Concert treden Gerard Joling, Jeroen van der Boom en René Froger voor het eerst als De Toppers op in Ahoy. Ze worden bijgestaan door gastartiesten Lee Towers, O'G3NE, André Hazes jr., Maan, Side2Side, Danny Froger, Maxim & Didier Froger. In totaal kwamen 85.000 bezoekers naar de zes concerten.

## Christmas Party of the Year
Op 9 mei 2016 verklaarde Joling bij het programma Evers staat op van Edwin Evers dat er twee zangers uit gaan, en er twee zangers in komen. Dit bleek echter een grap te zijn, toen Froger, Van der Boom en Joling op 9 mei 2016 aan tafel bij Humberto Tan in het programma RTL Late Night bekendmaakten dat de drie heren hun 12,5 jaar jubileum gaan vieren met een paar kerstconcerten in Ahoy Rotterdam. De kerstconcerten zijn vooralsnog eenmalig, omdat het de viering is van het 12,5 jaar bestaan van De Toppers. Toen de kaartenverkoop op tweede pinksterdag (16 mei) van start ging, lag de site van Ticketpoint een paar minuten eruit, door de grote drukte.

## Concert
N.B. Deze lijst is onvolledig!
1. Ouverture Ahoy
2. Last Christmas
3. All I Want For Christmas Is You
4. Inhaken & Meedeinen Kerstmedley 2016: 
 A. We Wish You A Merry Christmas 
 B. De Herdertjes Lagen Bij Nachten 
 C. We All Stand Together 
 D. It Will Be Lonely This Christmas 
 E. It’s The Most Wonderful Time Of The Year
5. OG3NE Christmas Medley:  OG3NE  
 A. Santa Baby 
 B. It May Be Winter Outside 
 C. Why Couldn’t It Be Christmas Everyday
6. Silent Night  Gerard Joling
7. The Froger Dance Medley:  René Froger, Danny Froger, Maxim Froger & Didier Froger  
 A. I Love You So 
 B. For You 
 C. Happy Birthday 
 D. That’s What Friends Are For
8. Celebrating Christmas Medley: 
 A. It’s Gonna Be A Cold Cold Christmas 
 B. Sledge Ride 
 C. Jingle Bells 
 D. Rudolph The Red Nosed Reindeer 
 E. Jingle Bell Rock
9. Soul and Gospel Medley: 
 A. You Raise Me Up 
 B. Oh Happy Day 
 C. To My Fathers House
10. Heal This World: 
 A. Heal The World 
 B. We Are The World
11. Latin Christmas Medley: 
 A. Little Drummer Boy 
 B. Joy To The World 
 C. Feliz Navidad
12. You’ll Never Walk Alone Lee Towers
13. Favorites Christmas Songs: 
 A. Driving Home For Christmas 
 B. A Blue Christmas 
 C. Rockin’ Around The Christmas Tree 
 D. Merry Christmas Everyone
14. Een Heel Gelukkig Kerstfeest